# 诗妮娜
诗妮娜·旺哇集拉帕（皇家轉寫：Sininat Wongwachiraphak；1985年1月26日—），原名尼拉蒙·温蓬（皇家轉寫：Niramon Unphrom），是泰國國王玛哈·哇集拉隆功的第五位王室配偶並被封為昭坤帕（贵人位號 "พระสนมเอก"）。诗妮娜是近一個世紀以來第一位成為泰国国王妾侍的女性，此前泰王實行一夫一妻制，只冊立王后。她曾於2019年10月至2020年8月間被剝奪「昭坤帕」頭銜並被囚禁於監獄。

## 生平
诗妮娜於1985年出生在難府的塔旺帕县，小學和中學都在那裡唸書。2008年，她在泰國王家陸軍護理學院取得護理學的學士學位 。2008年至2012年期間在帕蒙固告醫院（Phra Mongkutklao Hospital）和阿南塔瑪希敦醫院（Ananda Mahidol Hospital）的軍隊醫院擔任護士。2012年诗妮娜结束护士生涯进入泰国宫廷手工艺品商店，成为王室家庭局的一名工作人员，并在当时仍是王储的哇集拉隆功陛下身边工作。至2015年的時候完成射击、丛林作战、王家护卫训练、跳伞、小型飛機執照等特訓，她已經是國王衛隊的上校。2019年5月被提升為少將 。
2019年7月28日，诗妮娜被國王哇集拉隆功授予「昭坤帕」（ Chao Khun Phra 貴人）的頭銜，成為貴人，稱昭坤帕诗妮娜·披拉萨甘娅妮（皇家轉寫：Chao Khun Phra Sininat Philatkanlayani 美淑女·诗妮娜貴人） 。8月，泰國王室網站發佈了诗妮娜貴人的官方傳記以及60張照片，由於訪問人數眾多導致網站一時當機 。
同年10月20日，冊封僅三個月後哇集拉隆功發佈王家法令，聲稱她與素提達王后發生衝突、且對王后不恭敬，褫奪了授予她的所有政府公職、軍職及爵位及勳章。在廢位的泰王圣旨原文中揭露，其早在年初就與國王和王后產生對抗，5月1日在参加了哇集拉隆功国王与素提达的结婚仪式后，使出浑身解数，用各种方式反对、施压，不让国王册封素提达为王后，而要让自己被册封为王后，但未能如愿。之後宮廷競爭之心不死在所有領域和王后互別苗頭，越俎代庖在有关国王、王后的各类事务於宮中下指令。王室威严受損之下國王為緩解此情況册封其为貴人，圣心愿其安处並默默觀察其言行，但發現其心生不忿，使用各种手段希望自己能与王后旗鼓相当。还谎称代表圣意，对多名人士下令让他们帮自己做事，且无需担责，让黎民百姓误解国王 ；基本上罪狀分為图谋后位、野心膨胀、矫诏乱政三部分，構成欺君罔上而最終被剝奪一切封號職位和勳章。據傳遭判刑2年，被關押拘禁在曼谷附近的空隆中央監獄。
2020年1月3日，诗妮娜曾被誤傳已死于狱中并火速安葬。同年8月29日，詩妮娜從空隆中央監獄獲釋出獄，並搭機飛往德國慕尼黑陪侍正在度假的泰王；同日，哇集拉隆功国王颁发圣旨，宣布恢复诗尼娜一切王室头衔、宫内军职、军衔、勋章，“视为未曾被剥夺上述一切”，自8月28日起生效。